# José Corrêa Ximenes
José Corrêa Ximenes (Rio de Janeiro, 1668 — Rio de Janeiro, 19 de março de 1743) foi um tabelião e senhor de engenho do Rio de Janeiro, que, juntamente com outros membros da Família Correia Ximenes, foi preso pela Inquisição, julgado e condenado por motivo de judaísmo, no início do século XVIII. Seu processo de Inquisição, cujo original encontra-se arquivado na Torre do Tombo em Lisboa, nomeia-o como Joseph Correa Ximenes.

## Biografia
José foi filho do capitão José Corrêa Ximenes, proprietário do 4º Ofício de tabelião do Público e Judicial e Notas do Rio de Janeiro, e de Maria de Mariz. Foi batizado na freguesia da Candelária, em 29 de junho de 1668. Foi irmão do tabelião João Corrêa Ximenes, de Antonio Corrêa Ximenes (c.1667, Rio de Janeiro - ?), de Isabel Corrêa Ximenes(c.1668, Rio de Janeiro - ?) e de Tomás Corrêa Ximenes. Casou-se com Guiomar (de Azeredo) de Paredes, cunhada de seu irmão João, filha de Agostinho de Paredes e Ana de Azeredo Coutinho, com quem teve 13 filhos: Maria (c.1699 - ?), Manuel (c.1700 - ?), Agostinho José de Azeredo Ximenes (c.1701, Rio de Janeiro - c.1743), José Francisco Correia (c.1704 - ?), Anna de Azeredo (c.1706 - ?), Esperança de Azeredo (c.1708 - ?), Manuel (c.1709 - ?), Guiomar de Paredes (c.1710 - ?), Antonia Correia (c.1712, Rio de Janeiro - ?), Luiza (c.1719 - ?), Leonor (c.1726 - ?), Cecília Correia (c.1731 - ?), mais adiante casada com seu primo-irmão João Correia Ximenes, filho, e Brites de Azeredo (c.1733 - ?).
Fundou a igreja de Inhaúma, Rio de Janeiro, onde tinha seu principal engenho, o Engenho da Cruz. Faleceu nesta mesma localidade a 19 de março de 1743.
Tendo seu irmão João Corrêa Ximenes, por motivo de doença, conseguido faculdade para nomea-lo serventuário de seu ofício, apresentou-o ao governador Luís César de Menezes, que o proveu na serventia em 20 de maio de 1692, por tempo de seis meses. Nesta ocasião, foi declarado que ele já vinha exercendo tais funções. Esse provimento foi renovado até 22 de dezembro de 1698, com princípio em 10 de outubro. José lavrou escritura, em 30 de janeiro de 1695, no segundo livro de tombo de São Bento, onde estampou seu sinal público. Em 1699, deixou a serventia e foi substituído por Luís da Costa Moreira, por provisão de 3 de maio.
Em 10 de outubro de 1712, foi preso e julgado em Portugal, acusado de ser cristão-novo. Foi submetido a um Auto de fé em 1713, assim como às penas de abjuração em forma, cárcere e hábito penitencial perpétuo, penitências espirituais e perdimento de todos os seus bens. Nesta mesma ocasião, sua esposa, seu irmão João, sua cunhada, e alguns de seus filhos e sobrinhos, também foram levados ao tribunal da Inquisição em Lisboa, sendo rigorosamente todos condenandos.